# Vădeni (okręg Gałacz)
Vădeni – wieś w Rumunii, w okręgu Gałacz, w gminie Cavadinești. W 2011 roku liczyła 479 mieszkańców.